# Feminisme
Feminisme er en betegnelse for en række politiske bevægelser, ideologier og sociale bevægelser, som har det fælles mål at definere, etablere og opnå politiske, økonomiske, personlige og sociale rettigheder for kvinder, der er ligestillet med mænds. Dette omfatter at søge at etablere lige muligheder for kvinder inden for uddannelse og erhvervsliv.
Feministiske bevægelser har længe demonstreret, og demonstrerer fortsat, for kvinders rettigheder, heriblandt valgret, retten til at besidde offentlige erhverv (eller i nogle dele af verden blot retten til at arbejde), retten til fair løn og ligeløn, retten til at have personlig ejendom, til at modtage uddannelse, til at indgå kontrakter, til at have lige rettigheder inden for ægteskab og til barselsorlov. Feminister har også arbejdet for at fremme kropslig autonomi og integritet, og for at beskytte kvinder og piger mod voldtægt, sexchikane og hustruvold.
Feministiske kampagner menes generelt at have været en af de centrale drivkræfter bag store historiske sociale forandringer indenfor kvinders rettigheder, særligt i Vesten, hvor de næsten enstemmigt tilskrives æren for indførslen af kvinders valgret, reproduktive rettigheder for kvinder (heriblandt adgang til præventionsmidler og abort), samt retten til at indgå kontrakter og eje ejendom. Selvom feministiske bevægelser som hovedregel fokuserer på kvinders rettigheder, argumenterer nogle feminister, heriblandt Bell hooks, for inklusion af mænds rettigheder under begrebets faner, da mænd også rammes af traditionelle kønsroller.
Feministisk teori, som udviklede sig fra feministiske bevægelser, søger at forstå kønsulighedens natur ved at undersøge kvinders sociale roller og oplevelser; det har udviklet teorier indenfor en række forskellige discipliner for at kunne besvare spørgsmål vedrørende køn.
Nogle typer feminisme er blevet kritiseret for kun at omhandle perspektiver fra hvide, veluddannede middelklassekvinder. Denne kritik har ført til udviklingen af etnisk specifikke eller multikulturelle typer af feminisme, heriblandt sort feminisme og intersektionel feminisme.

## Historie
Charles Fourier, en utopisk socialist og fransk filosof, tilskrives den første anvendelse af ordet "féminisme" i 1837. Ordene "féminisme" ("feminisme") og "féminist" ("feminist") figurerede for første gang i Frankrig og Holland i 1872, i Storbritannien i 1890'erne, og i USA i 1910. Feminister har på verdensplan haft forskellige sager og formål, afhængig af historisk øjeblik, kultur og land. De fleste vestlige feministiske historikere mener at alle bevægelser, der har arbejdet for at tildele kvinder rettigheder bør kunne betragtes som feministiske bevægelser, selv når de ikke selv har anvendt begrebet. Andre historikere mener at begrebet bør begrænses til den moderne feministiske bevægelse og dens efterkommere. Disse historikere foretrækker at anvende begrebet "protofeminisme" om tidligere bevægelser.
De moderne feministbevægelser er opdelt i fire "bølger". Hver bølge har beskæftiget sig med forskellige aspekter af de samme feministiske problemstilling. Den første bølge bestod af bevægelser for kvinders valgret i det 19. og tidlige 20. århundrede. Den anden bølge blev associeret med kvindebevægelsen, der startede i 1960'erne. Den anden bølge arbejdede hovedsageligt for kvinders juridiske og sociale lighed. Den tredje bølge begyndte i 1990'erne, og er en fortsættelse af, og reaktion på, det der blev anset som den anden bølges nederlag. Medens 1990ernes tredje bølge havde queerteori og kønnet som en social konstruktion som temaer er den fjerde bølge mere kompleks. Fjerdebølgefeminismen er digitalt dreven og inspireret af #MeToo-bevægelsen og fokuserer ikke længere kun på køn, men også om social klasse, etnicitet og identitet. Den foregår primært på sociale medier (også kaldet hashtag-aktivisme) og er dermed mere global end nogensinde før.

### 19. og starten af 20. århundrede
Den første bølge af feminisme fandt sted i det 19. århundrede samt starten af det 20. århundrede. I Storbritannien og USA fokuserede den på at kæmpe for lige rettigheder til kontrakter, ægteskab, forældremyndighed samt ejendomsret for kvinder. Ved udgangen af det 19. århundrede fokuserede aktivismen hovedsageligt på at opnå politisk magt, særligt kvinders valgret, om end nogle feminister også var aktive i kampen for kvinders seksuelle, reproduktive og økonomiske rettigheder.
Kvinders valgret startede i Storbritanniens australasiatiske kolonier ved udgangen af det 19. århundrede, da den selvregerende koloni New Zealand gav kvinder valgret i 1893 og Sydaustralien gav kvinder både valgret og retten til selv at stille op til valg i 1895. Dette blev fulgt af Australien som gav kvinder valgret i 1902.
I Storbritannien drev Suffragetterne og Suffragisterne for kvinders valgret, og i 1918 vedtog man Representation of the People Act, som gav alle kvinder på mere end 30 år, og som ejede land, stemmeret. I 1928 blev dette udvidet til at omfatte alle kvinder over 21. Emmeline Pankhurst var den mest betydningsfulde aktivist i England, og Time udråbte hende til en af de 100 vigtigste personer i det 20. århundrede med begrundelsen: "hun skabte en idé om kvinder til vor tid; hun rystede samfundet ind i et nyt mønster hvorfra der ikke var nogen vej tilbage." I USA var nogle af de mest betydningsfulde ledere af bevægelsen Lucretia Mott, Elizabeth Cady Stanton og Susan B. Anthony, som alle tidligere havde ført kampagner for afskaffelse af slaveriet i USA. Disse kvinder var påvirket af kvækerteologien om spirituel lighed, som fastslår at mænd og kvinder er lige under Gud. I USA betragtes den første bølge af feminisme som værende afsluttet med vedtagelsen af den 19. tilføjelse til den amerikanske forfatning (1919), som tildelte kvinder valgret i alle delstater. Begrebet første bølge blev anvendt retroaktivt til at kategorisere disse vestlige bevægelser efter begrebet second-wave feminism ("anden bølge af feminisme") begyndte at blive anvendt til at beskrive en nyere feministisk bevægelse, der udover politisk ulighed nu også fokuserede på at bekæmpe social og kulturel ulighed.
Under den sene Qing-periode samt reformer såsom Hundreddagesreformen, kæmpede kinesiske feminister for kvinders befrielse fra traditionelle kønsroller og neokonfuciansk kønsopdeling. Senere oprettede det kinesiske kommunistparti projekter, der havde til formål at integrere kvinder ind i arbejdsstyrken, og konkluderede at revolutionen havde fuldført kvinders frihedskamp.
Ifølge Nawar al-Hassan Golley var arabisk feminisme tæt forbundet med arabisk nationalisme. I 1899 skrev Qasim Amin, ofte kaldet den arabiske feminismes "far", تحرير المرأة  ("Kvinders Befrielse"), hvori han opfordrede til juridiske og sociale reformer for kvinder. I bogen forbandt han kvinders position i det egyptiske samfund med nationalisme, og førte til udviklingen af Cairo-universitetet samt den Nationale Bevægelse. I 1923 grundlagde Hoda Shaarawi den Egyptiske Feministiske Union og blev dens forkvinde og et symbol på arabiske kvinders rettighedsbevægelse.
Den iranske konstitutionelle revolution i 1905 udløste den iranske kvindebevægelse, som søgte at give kvinder lige rettigheder med mænd hvad angår uddannelse, ægteskab, karriere og juridiske rettigheder. Under den iranske revolution i 1979 blev mange af de rettigheder som kvinder havde opnået fra kvindebevægelsen i Iran dog systematisk afskaffet, heriblandt familiebeskyttelsesloven.
I Frankrig fik kvinder først valgret af den provisoriske regering. Den Algiers' rådgivende forsamling foreslår 24. marts 1944 at give kvinder valgret, og efter en ændring af Fernand Grenier fik alle kvinder fuldgyldigt borgerskab, heriblandt valgret. Greniers forslag blev vedtaget med 51 stemmer mod 16. I maj 1947, efter novembervalget i 1946, forkastede sociologen Robert Verdier idéen om "politiske kønsforskelle", og udtalte i Le Populaire at kvinder ikke havde stemt på en konsekvent måde, men ligesom mænd havde opdelt sig langs sociale klasser. Under baby boom-perioden dalede feminismens vigtighed. To verdenskrige havde medført nogle kvinders provisoriske frigørelse, men efterkrigstiden signalerede en tilbagevenden til konservative roller.

### Midten af det 20. århundrede
Ved midten af det 20. århundrede manglede kvinder i nogle europæiske lande stadig flere rettigheder sammenlignet med mænd, og feminister i disse lande fortsatte kampen for kvinders valgret. I Schweiz opnåede kvinder retten til at stemme i føderale valg i 1971; men i kantonen Appenzell Innerrhoden fik kvinder først retten til at stemme i lokale afstemninger i 1991, da kantonen af den føderale højesteret blev tvunget hertil. I Liechtenstein fik kvinder valgret efter en folkeafstemning i i 1984. Tre tidligere folkeafstemninger var tidligere blevet afholdt i 1968, 1971 og 1973, som alle tre havde afvist idéen.
Feminister fortsatte samtidig kampen for at reformere familielove, der gav mænd det juridiske ansvar for deres kone. Selvom coverture i det 20. århundrede allerede var blevet afskaffet i USA og mange europæiske lande, var der stadig flere steder store forskelle mellem mænds og kvinders rettigheder. I Frankrig fik kvinder retten til at arbejde uden deres ægtemands tilladelse i 1965. Feminister har også kæmpet for at afskaffe "ægteskabsundtagelser" i voldtægtsparagraffer, som umuliggjorde at retsforfølge mænd, som voldtog deres kone. Nogle feminister i den første bølge, såsom Voltairine de Cleyre, Victoria Woodhull og Elizabeth Clarke Wolstenholme Elmy, havde allerede i slutningen af det 19. århundrede forsøgt at få kriminaliseret voldtægt inden ægteskabet, men uden held; dette blev først en realitet et århundrede senere i de fleste vestlige lande, om end flere steder i verden stadig tillader voldtægt i ægteskabet.
Den franske filosof Simone de Beauvoir kom med en marxistisk løsning og et eksistentielt syn på mange af feminismens spørgsmål i sit værk Le Deuxième Sexe (Det andet køn) i 1949. Den anden bølge af feminisme begyndte i starten af 1960'erne og er fortsat frem til nu; den sameksisterer således med den tredje bølge. Den anden bølge af feminisme har hovedsageligt beskæftiget sig med problemstillinger der går udover kvinders valgret, såsom at bekæmpe kønsdiskrimination generelt i samfund og kultur.
Den anden følge af feminister ser kvinders kulturelle og politiske ulighed som forbundne, og opfordrer kvinder til at forstå flere aspekter af deres privatliv som dybt politiserede og som reflekterende sexistiske magtstrukturer. Den feministiske aktivist og forfatter Carol Hanisch anvendte sloganet "Det Personlige er Politisk", som blev synonymt med den anden bølge.
I Kina er den anden og tredje bølge blevet karakteriseret ved en undersøgende af kvinders rolle under den kommunistiske revolution og andre reformbevægelser, og der er blevet startet nye debatter omkring hvorvidt kvinder rent faktisk opnåede fuld lighed med mænd som følge af revolutionen.
I 1956 igangsatte den egyptiske præsident Gamal Abdel Nasser "statsfeminisme", som forbød diskrimination på basis af køn og gav kvinder valgret, men samtidig blokerede visse feministiske lederes politiske aktivisme. Under Sadats tid som præsident, argumenterede hans kone, Jehan Sadat, offentligt for at fremme kvinders rettigheder, om end egyptisk policy og samfund begyndte at bevæge sig i modsat retning i takt med den nye islamistiske bevægelse og voksende konservatisme. Nogle aktivister har dog forsøgt at starte en ny feministisk bevægelse, islamisk feminisme, som kæmper for kvinders lighed indenfor et islamisk framework.
I Latinamerika skete der store forandringer i kvinders samfundsroller efter revolutioner i lande såsom Nicaragua, hvor feministisk ideologi var en drivkraft under den sandinistiske revolution, der forbedrede kvinders levevilkår, men dog ikke opnåede permanent social og ideologisk forandring.

### Sene 20. århundrede og tidlige 21. århundrede

#### Tredje bølge
I starten af 1990'erne begyndte den tredje bølge af feminisme i USA som et svar på den anden bølges nederlag, samt på de reaktioner der var kommet imod initiativer og bevægelser skabt af den anden bølge Den tredje bølge af feminisme adskilte sig fra den anden bølge ved problemstillinger om seksualitet, hvor den tredje bølge udfordrede kvindelig heteroseksualitet og eksperimenterede med seksualitet som et middel til kvindelig selvstændiggørelse. Den tredje bølge af feminisme søger også at udfordre eller undgå det, der bliver set som den anden bølges essentialistiske definitioner of femininitet, der bliver set som vægtende kvinder fra den øvre hvide middelklasse for stærkt. Den tredje bølge fokuserer ofte på "mikropolitik" og udfordrer den anden bølges paradigme omkring hvad der er godt og dårligt for kvinder, samt anvender en poststrukturalistisk fortolkning af køn og seksualitet. Feministiske ledere med rødder i den anden bølge, såsom Gloria Anzaldúa, bell hooks, Chela Sandoval, Cherríe Moraga, Audre Lorde, Maxine Hong Kingston, og mange andre ikke-hvide feminister, har søgt at finde et sted indenfor feministisk teori til særlig vægtning af race-relaterede subjektiviteter. Den tredje bølge af feminisme omfatter også interne debatter mellem forskelsfeminister, som mener at der er vigtige forskelle mellem kønnene, og de der ikke mener der er nogle grundlæggende forskelle mellem kønnene og i stedet fastholder at kønsroller skyldes social konditionering.

#### Fjerde bølge
Hvad der er blevet kaldt den fjerde bølge begyndte som lokale og internationale reaktioner på sociale medier efter en voldsom seksuel krænkelse i december 2012, da en ung kvinde blev brutalt voldtaget i Indien af en gruppe mænd med døden til følge. Den fjerde bølge fik yderligere styrke af #MeToo-bevægelsen og handler ikke mindst om et nyt fokus på kønsidentitet.

#### Standpunkt
Standpunktsteori er et feministisk teoretisk synspunkt, der mener at en persons sociale position påvirker deres viden. Dette perspektiv argumenterer for at forskning og teori behandler kvinder og den feministiske bevægelse som ubetydelige, og nægter at se traditionel videnskab som fordomsfri. Siden 1980'erne har standpunktsfeminister argumenteret for at den feministiske bevægelse bør fokusere på globale problemstillinger (såsom voldtægt, incest og prostitution) og kulturelt specifikke problemstillinger (såsom kvindelig omskæring i nogle dele af Afrika og Mellemøsten, såvel som glasloftspraksisser, der forhindrer kvinders avancement i udviklede økonomier) for at kunne forstå hvordan kønsulighed interagerer med racisme, homofobi, klassisme og kolonisering.

#### Postfeminisme
Begrebet postfeminisme anvendes til at betegne en række synspunkter, der har reageret på feminisme siden 1980'erne. Selvom de ikke er "antifeministiske", mener postfeminister dog at kvinder har opnået den anden bølges mål, og er kritiske overfor den tredje bølges mål. Begrebet blev første gang anvendt til at beskrive en reaktion mod den anden bølge af feminisme, men anvendes nu om en lang række teorier, der har en kritisk tilgang til tidligere feministisk diskurs, og omfatter udfordringer af den anden bølges idéer. Andre postfeminister mener at feminisme ikke længere er relevant i det moderne samfund. Amelia Jones har skrevet at de postfeministiske tekster, der kom frem i 1980'erne og 1990'erne portrætterede den anden bølge af feminisme som en monolitisk entitet.
Dorothy Chunn bemærker et "skyldsnarrativ" under den postfeministiske betegnelse, hvor feminister undermineres for at fortsætte med at stille krav om ligestilling i et "postfeministisk" samfund, hvor der allerede er opnået ligestilling. Ifølge Chunn har mange feminister givet udtryk for et ubehag omkring måderne hvorpå diskurs om rettigheder og ligestilling nu vendes imod dem selv.

## Akademisk og videnskabelig feminisme
Inden for den akademiske sfære henviser feminisme til et sæt af teorier, begreber, antagelser og etiske overvejelser, der er grundlaget for videnskabelig analyse og arbejde. Anvendelsen af feminismen tager udgangspunkt i en række videnskabsteoretiske antagelser fundet i filosofien. Feminisme som akademisk tradition bliver anvendt i en række discipliner, især inden for humaniora og samfundsvidenskab, heriblandt antropologi, sociologi, økonomi, kvindestudier, litteraturkritik, kunsthistorie, psykoanalyse og filosofi. Feministisk teori har som mål at forstå ulighed mellem kønnene og fokuserer på kønspolitik, magtrelationer og seksualitet. Mens den giver en kritik af disse sociale og politiske relationer, fokuserer meget feministisk teori samtidig også på at fremme kvinders rettigheder og interesser. Blandt de temaer, der udforskes i feministisk, er diskrimination, stereotypisering, objektivisering (særligt seksuel objektivisering), undertrykkelse og patriarki.

### Humaniora
Indenfor litteraturkritik beskriver Elaine Showalter udviklingen af feministisk teori som havende tre faser: Den første er "feministisk kritik", hvor den feministiske læser undersøger ideologierne bag et litterært fænomen. Den anden er ifølge Showalter "gynokritik", hvori "kvinden producerer tekstuel betydning". I den sidste fase, "kønsteori", "udforskes kønssystemets ideologiske inskription og dets litterære effekt".
Parallelt med dette udviklede franske feminister i 1970'erne idéen om écriture féminine (som kan oversættes til 'kvindelig eller feminin skrivning'). Helene Cixous har argumenteret for at litteratur og filosofi er fallocentrisk og andre franske feminister såsom Luce Irigaray lægger vægt på at "skrive fra kroppen" som en undergravende øvelse. Julia Kristeva, en feministisk psykoanalytiker og filosof, samt Bracha Ettinger, kunstner og psykoanalytiker, har påvirket feministisk teori overordnet og feministisk litteraturkritik i særdeleshed. Som Elizabeth Wright pointerer har ingen af disse franske feminister dog allieret sig med feministbevægelsen i den engelsktalende verden. Nyligere feministisk teori, såsom Lisa Lucile Owens, har koncentreret sig om at karakterisere feminisme som en universel emancipatorisk bevægelse.

### Samfundsvidenskab
Den feministiske kritik af den moderne videnskab er gammel. Siden 1970'ernes kvindebevægelser har feminister ikke blot forsøgt at forbedre den etablerede videnskab, men med den radikale feminisme stillet sig kritisk overfor de mest grundlæggende antagelser i vestlig videnskab og forsøgt at formulere nye, alternative videnskaber. Sandra G. Harding beskriver dette som en overgang mellem et "kvindespørgsmål" til et "videnskabsspørgsmål". En hovedkritik er, at videnskab ikke kan være værdifri, og at al videnskab derfor må være subjektiv; den må være udtryk for de mennesker, der skaber den, og de kulturer, den skabes i. Ved ikke at være bevidst om dette implicitte bias ender den etablerede videnskab med reaktionært at fastholde ulighedsstrukturer.

## Bevægelser og ideologier
Igennem årene har der udviklet sig en lang række overlappende feministiske bevægelser og ideologier.

### Politiske bevægelser
Nogle grene af feminisme reflekterer politiske retninger i det større samfund, såsom liberalisme eller konservatisme, eller fokuserer på miljøet. Liberal feminisme søger individualistisk ligestilling mellem mænd og kvinder gennem politisk og juridisk reform uden at ændre på samfundets struktur. Catherine Rottenberg har argumenteret for at et neoliberalt skift indenfor liberal feminisme har ført til at denne form for feminisme bliver individualiseret snarere end kollektiviseret og dermed bliver afkoblet fra social ulighed. Due to this she argues that Liberal Feminism cannot offer any sustained analysis of the structures of male dominance, power, or privilege.
Radikalfeminisme betragter det mandekontrollerede kapitalistiske hierarki som kvindeundertrykkelsens definerende egenskab, og mener at det er nødvendigt at rive den eksisterende samfundsorden op ved rode og restrukturere den. Konservativ feminisme er konservativ i forhold til det samfund den findes i. Libertarianistisk feminisme betragter mennesker som selvejende og derfor som berettiget til frihed fra tvingen indblanding udefra. Separatistisk feminisme støtter ikke heteroseksuelle forhold, og lesbisk feminisme er tæt relateret hertil. Andre feminister kritiserer separatistisk feminisme som sexistisk. Økofeminisme ser mænds kontrol over land som ansvarligt for undertrykkelsen af kvinder og ødelæggelsen af naturligt miljø; økofeminisme er blevet kritiseret for at fokusere for meget på en mystisk forbindelse mellem kvinder og natur.

### Materialistiske ideologier
Rosemary Hennessy og Chrys Ingraham har nævnt at materialistiske former for feminisme voksede ud af vestlige marxistiske tanker, og har inspireret et antal forskellige (ofte overlappende) bevægelser, som alle er involveret i en kritik af kapitalisme og fokuseret på ideologis forhold til kvinder. Marxistisk feminisme mener at kapitalisme er roden til kvinders undertrykkelse, og at diskrimination mod kvinder i familien og i erhvervslivet er en effekt fra kapitalistiske ideologier. Socialistisk feminisme adskiller sig fra marxistisk feminisme ved at argumentere for at kvinders frigørelse kun kan ske ved at bringe en ende til både de økonomiske og de kulturelle kilder til undertrykkelsen af kvinder. Anarka-feminisme mener at klassekamp og anarki mod staten kræver kamp mod patriarkatet, som kommer fra ufrivilligt hierarki.

## Feminisme i Danmark
I 1889 blev Kvindevalgretsforeningen stiftet. Som navnet antyder, var deres hovedmål at skaffe valgret til kvinderne. Foreningen lukkede i 1898. Dansk Kvindesamfund overtog dens 200 medlemmer og kassebeholdningen på 150 kroner.
Gennem 1890’erne blev der fremsat mange forslag til kvindernes valgret (til kommunalvalg), men de blev alle afvist. Først i 1901, hvor valgloven ændrede sig, så at det ikke længere var kongen, der udpegede regeringen med Folketingets parlamentariske flertal, blev det muligt at indføre nye reformer:
- I 1903 fik kvinderne for første gang ret til såvel at stemme som til at kandidere, nemlig til de nyoprettede menighedsråd. Stemmeretten gjaldt for alle over 25.
- I 1905 fik kvinder adgang til værgeråd, der varetog det sociale arbejde med børn og unge.
- I 1907 fik kvinderne adgang til bistandshjælp.[92]

I teorien havde kvinder faktisk relativt høje rettigheder i samfundet (per lov):
- Formelt havde kvinder fået adgang til universiteterne i 1875 og adgang til at få overordnede stillinger, men det betød jo ikke per automatik, at de blev ansatte.
- Formelt havde ugifte kvinder fået ret til at hæve egen løn og selv administrere den via lov i 1880, mens gifte kvinder fik økonomisk råderet i 1899. Men det fik de jo ikke en formue af.
- Formelt havde kvinder fået lov til at stille op til valg, men det betød jo hverken, at de kom på stemmelisterne, eller at de blev valgt. Ved det følgende valg i 1918 blev fire kvinder valgt ind i Folketinget (en fra hvert parti), hvilket svarede til 2,9 % af pladserne.

Der var dog endnu lang vej mod decideret politisk valgret. For at støtte de danske kvinders valgretskamp blev det arrangeret, at København skulle være vært ved International Woman Suffrage Alliance’s kongres i 1906. Dette gav håb og kampånd. Dansk Kvindesamfund tilføjede da også politisk ligestilling på programmet, hvilket gjorde, at medlemstallet eskalerede voldsomt.
Håbet blev desto mere forstærket, da den nye kommunelov i 1908 endelig gav kvinder valgret til kommunalvalget.
I 1909 var der ligeledes valg til Rigsdagen, og her demonstrerede
kvinder ved at klæbe plakater op i valglokalerne med udsagn som: “Der er ikke almindelig valgret i Danmark, når kvinderne er uden politisk indflydelse”.
Resultatet af de mange års kampe kom den 22. april 1915. Grundloven blev ændret, og kvinder og tjenestefolk blev en del af vælgerkorpset. 29 år var da gået, fra det første forslag om kvindevalgret blev fremsat, til kvinderne endelig blev en del af den officielle politiske dagsorden. Kvindeorganisationerne kvitterede med et stort demonstrationstog gennem København.

### Rødstrømperne
Selvom kvinderne nu havde flere rettigheder i samfundet end før, var det helt op i 60’erne forsat kvinderne, der passede børnene (hovedsageligt).
I den vestlige verden opstod den socialistiske bevægelse kaldet ”rødstrømperne”. De tog afstand fra og gjorde oprør mod kapitalisme, racisme, sexisme, etnicitet og krig. Definitionen på en rødstrømpe var en socialistisk kvinde, men i dag bliver de mere opfattet som feminister, skønt det kun var et af deres mål. Eksempler på rødstrømper, som stadigvæk er politisk aktive og derfor kendte i offentligheden, er Lone Dybkjær fra Det Radikale Venstre, forfatter Drude Dahlerup og journalist på Information Karen Syberg. Rødstrømperne havde ingen hierarkisk struktur eller leder, de bestod af mindre grupper med 4-6 kvinder i.
Rødstrømperne ønskede/krævede:
- 30 timers arbejdsuge for alle fordelt på fem dage.
- Gode og billige daginstitutionspladser til alle.
- Et halvt års barselsorlov til kvinder og barselsorlov til mænd.
- Kønskvotering, så der kommer 50 % kvinder i alle besluttende organer.
- Reel ligeløn.

## To former for feminisme
Feminismen kan opdeles i to hovedretninger: Liberal feminisme og radikal feminisme.

### Liberal feminisme
Liberal feminisme omhandler ligestilling mellem kønnene, dog skal forskellen mellem kvinder og mænd anerkendes, men de samme rettigheder skal gælde for både mænd og kvinder. Den liberale feminisme forstår ligestilling mellem mand og kvinde som opnået, når disse har lige muligheder. Den liberale feminisme anerkender dog, at sociale og kulturelle holdninger og mønstre kan begrænse ligestilling, og således menes der med lige muligheder ikke blot formel ligestilling. Særegent for ideologen er, at den ikke anser kvinders underordnede position i samfundet som et resultat af en større struktur, som radikal og marxistisk feminisme gør det. Derfor kæmper den liberalistiske feminisme heller ikke for et konkret opgør med den nuværende samfundsorden og benytter sig i stedet af det eksisterende system i sin kamp for ligestilling. Gennem retsinstanser og demokratiske processer forsøges der at opnå og beskytte juridiske rettigheder for kvinder. Derfor kaldes ideologien ”moderat”, og den kritiseres ofte for udelukkende at beskæftige sig med de konkrete samfundsmæssige uligheder, i stedet for at undersøge de dybtliggende årsager til, hvorfor ulighed mellem kønnene finder sted.

### Radikal feminisme
Radikal feminisme omhandler troen på, at kønslig undertrykkelse ses i samfundet. Patriarkatet menes at være skyld i denne undertrykkelse, måden at stoppe denne undertrykkelse må ske via revolution, da mænd er socialiseret til at være dominerende. Den radikale feminisme centrerer omkring forestillingen om, at mænd som gruppe opretholder og drager fordele af undertrykkelsen af kvinder. I denne ideologi anses patriarkatsteorien altså som den væsentlige forklaring på kvindeundertrykkelse, og alle aspekter af denne i samfundet, som f.eks. vold eller chikane mod kvinder, anses som en systematisk opretholdelse af patriarkatet, da den blandt andet næsten udelukkende begås af mænd. Patriarkatets opståen begrundes ofte med, at denne samfundsstruktur gør det nemmere for manden at tilegne sig og beherske kvindens krop og seksualitet, men da patriarkatet er så gammelt, så er der ingen 100 % klare fakta omkring præcist hvordan den kan være opstået.

## Berømte feministiske forfattere
- Mary Wollstonecraft (1759-1797), forfatter af bogen "A Vindication of the Rights of Woman".
- John Stuart Mill, forfatter af "The Subjection of Women" (1869).
- Margaret Mead, antropolog og forfatter af "Sex and Temperament in Three Primitive Societies" (1935).
- Clara Zetkin (1857-1933) Tysk socialist og forkæmper for kvinders rettigheder.
- Simone de Beauvoir, forfatter af bøgerne "Le Deuxième Sexe" 1-3 (1949). Dansk “Det andet køn”
- Judith Butler (1956- )- poststrukturalistisk filosof og en af de mest fremtrædende queer-teoretikere
- Andrea Dworkin (26 september 1946–9 april 2005) var en amerikansk radikal feminist og forfatter
- Naomi Wolf (1962-)
- Germaine Greer (1939-)
- Gloria Steinem (1934-)
- Betty Friedan (1921-2006)
- Caitlin Moran (1975- )
- Michael Kimmel (1951-)
- Imelda Whelehan
- Marilyn French (1929-2009)

### Skønlitterære feministiske forfattere
- Naja Marie Aidt
- Djuna Barnes
- Erica Jong
- Mette Moestrup
- Dorothy Parker
- Sylvia Plath
- Sappho
- Anne Sexton
- Leonora Christina Skov
- Sara Stridsberg
- Monique Wittig
- Virginia Woolf

### Yderligere læsning
- Assiter, Alison (1989). Pornography, feminism, and the individual. London Winchester, Mass: Pluto Press. ISBN 9780745303192.
- DuBois, Ellen Carol (1997). Harriot Stanton Blatch and the Winning of Woman Suffrage. New Haven, Conn.: Yale University Press. ISBN 0-300-06562-0.
- Flexner, Eleanor (1996). Century of Struggle: The Woman's Rights Movement in the United States. The Belknap Press. ISBN 978-0-674-10653-6.
- Goodman, Robin Truth (2010). Feminist Theory in Pursuit of the Public: Women and the 'Re-Privatization' of Labor. New York: Palgrave Macmillan.
- Hewlett, Sylvia Ann (1986). A Lesser Life: the Myth of Women's Liberation in America. First ed. New York: W. Morrow and Co. ISBN 0-688-04855-2
- Lyndon, Neil (1992). No More Sex Wars: the Failures of Feminism. London: Mandarin, 1993, cop. 1992. ISBN 0-7493-1565-2
- Orleck, Annelise (2015). Rethinking American Women's Activism. New York: Routledge, 2015.
- Richard, Janet Radcliffe (1980). The Sceptical Feminist: a Philosophical Enquiry, in series, Pelican Books. Harmondsworth, Eng.: Penguin Books, 1982, cop. 1980. Without ISBN
- Mathur, Piyush (1998). "The archigenderic territories: Mansfield park and a handful of dust". Women's Writing. 5 (1): 71-81. doi:10.1080/09699089800200034.
- Mitchell, Brian (1998). Women in the Military: Flirting with Disaster. Washington, D.C.: Regnery Publishing. xvii, 390 p. 0-89526-376-9
- Schroder, Iris; Schuler, Anja (2004). "'In Labor Alone is Happiness': Women's Work, Social Work, and Feminist Reform Endeavors in Wilhelmine Germany—A Transatlantic Perspective". Journal of Women's History. 16: 127-47. doi:10.1353/jowh.2004.0036.
- Stansell, Christine (2010). The Feminist Promise: 1792 to the Present. ISBN 978-0-679-64314-2.
- Steichen, Donna (1991). Ungodly Rage: the Hidden Face of Catholic Feminism. San Francisco, Calif.: Ignatius Press. ISBN 0-89870-348-4
- Stevens, Doris; O'Hare, Carol (1995). Jailed for Freedom: American Women Win the Vote. Troutdale, OR: NewSage Press. ISBN 0-939165-25-2.
- Wheeler, Marjorie W. (1995). One Woman, One Vote: Rediscovering the Woman Suffrage Movement. Troutdale, OR: NewSage Press. ISBN 0-939165-26-0.
- "Interface volume 3 issue 2: Feminism, women's movements and women in movement". 13. december 2011. Arkiveret fra originalen 13. juli 2015. Hentet 17. august 2016.

### Værktøjer
- Feminist Perspectives Scale Arkiveret 28. august 2016 hos  Wayback Machine fra Henley, Meng, O'Brien, McCarthy, and Sockloskie (1998). (Webside ikke længere tilgængelig)

### Multimedia og dokumenter
- Feminism i In Our Time hos BBC. (lyt nu)
- Early Video on the Emancipation of Women Arkiveret 25. november 2011 hos  Wayback Machine, dokumentar fra ca. 1930, som indeholder film fra 1890'erne
- Dokumenter fra Women's Liberation Movement Arkiveret 10. oktober 2011 hos  Wayback Machine, Special Collections Library, Duke University